# 2024
Il 2024 (MMXXIV in numeri romani) è un anno bisestile del XXI secolo.

## Eventi

### Gennaio
- 1º gennaio:

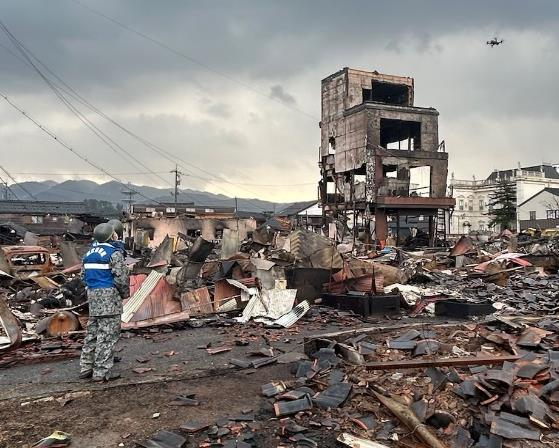
La città giapponese di Wajima dopo il terremoto ed i conseguenti incendi.

  - il Belgio assume la presidenza di turno dell'Unione europea.
  - Egitto, Emirati Arabi Uniti, Etiopia ed Iran entrano nel blocco BRICS[1][2]. L’Arabia Saudita, invece, pur venendo approvata, sospende momentaneamente il processo di adesione.[3]
  - la Repubblica dell'Artsakh è ufficialmente sciolta.[4]
  - un terremoto di magnitudo 7,5 Mww e con intensità Shindo 7 colpisce la Prefettura di Ishikawa, in Giappone, generando un maremoto di 6 metri.[5][6] Nel sisma, complessivamente, muoiono circa 221 persone, più di 1000 sono i feriti.[7]
  - nonostante le proteste della Somalia, l’Etiopia raggiunge un memorandum d'intesa diplomatica non-vincolante con lo Stato a riconoscimento limitato del Somaliland, in cambio della facoltà di poter utilizzare i suoi porti (e specialmente quello di Berbera). Ciò ha reso l’Etiopia il primo Stato riconosciuto dalle Nazioni Unite ad avviare ufficialmente contatti con quest’ultimo.[8]
- 7 gennaio: Le elezioni in Bangladesh vedono una vittoria di larghissima misura della Lega Popolare Bengalese, guidata dalla Prima ministra uscente Sheikh Hasina.
- 12 gennaio: Operazione Prosperity Guardian — in risposta a vari attacchi degli Huthi contro delle navi da carico transitanti nello Stretto di Bab el-Mandeb, una coalizione militare a guida statunitense avvia una campagna di bombardamenti mirati contro i ribelli in Yemen.[9]
- 13 gennaio: Le elezioni generali a Taiwan vedono la vittoria del vicepresidente uscente Lai Ching-te, il cui partito però perde la maggioranza relativa in parlamento venendo superato dal Kuomintang con 52 seggi.
- 14 gennaio:
  - la regina Margherita II di Danimarca abdica dopo 52 anni di regno e lascia il trono danese al figlio, Federico di Danimarca.[10]
- 15 gennaio: Bernardo Arévalo si insedia come presidente del Guatemala, dopo un ostruzionismo parlamentare durato 9 ore.[11]
- 19 gennaio: il Giappone diventa il quinto paese a compiere un allunaggio di successo, tramite la missione ricognitiva del rover SLIM.[12]
- 28 gennaio: tramite un comunicato congiunto, le giunte militari di Burkina Faso, Mali e Niger annunciano l’uscita immediata ed incondizionata dalla Comunità economica degli Stati dell'Africa occidentale.[13]
- 31 gennaio: il sultano Ibrahim Iskandar di Johor sale al trono come 17º Yang di-Pertuan Agong della Malaysia.[14]

### Febbraio
- 4 febbraio: elezioni generali a El Salvador.
- 7 febbraio: elezioni presidenziali in Azerbaigian.
- 8 febbraio: elezioni parlamentari in Pakistan.
- 11 febbraio: si svolge il secondo turno delle elezioni presidenziali in Finlandia, con il primo svoltosi il 28 gennaio.
- 14 febbraio: elezioni generali in Indonesia.
- 22 febbraio: il lander Nova-C, della società americana Intuitive Machines, diviene il primo veicolo commerciale ad atterrare sul suolo lunare.[15]
- 25 febbraio: elezioni parlamentari in Bielorussia.
- 28 febbraio: In seguito all’aggravarsi delle proteste anti-governative, presenti sin dalla morte dell’ultimo Presidente democraticamente eletto Jovenel Moïse, e degli attacchi delle bande criminali in varie zone del paese, il Primo ministro di Haiti, Ariel Henry, dichiara lo stato di emergenza[16]. Questo, tuttavia, risulta inefficace, portandolo in un primo momento a non poter rientrare in patria[17], e solamente due mesi dopo alle dimissioni[18]. Nel tentativo di riportare il paese alla normalità, nel mentre, viene formato un governo provvisorio nella forma del Consiglio presidenziale di transizione.[19]

### Marzo

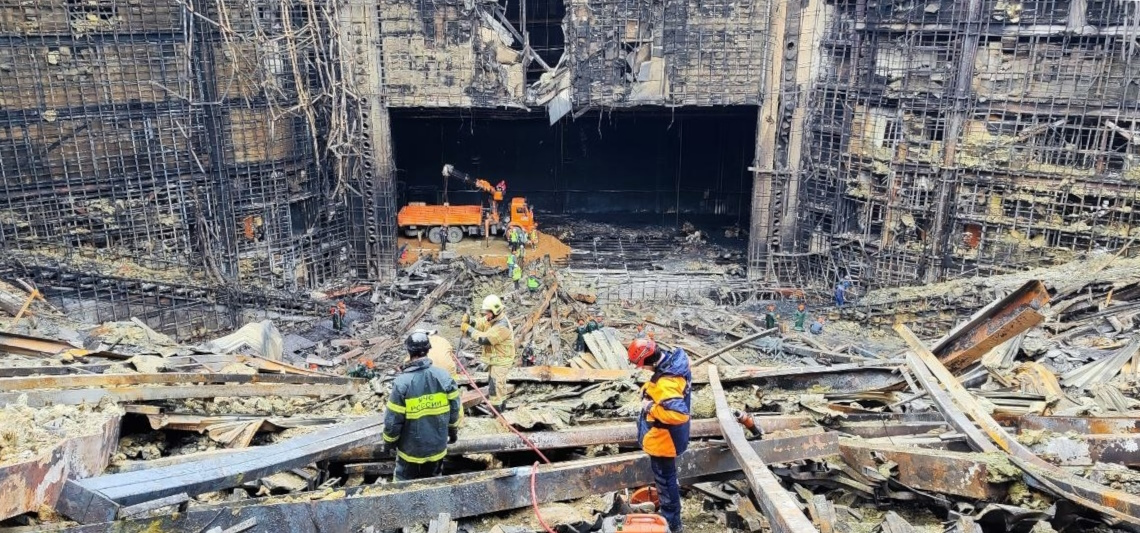
Una porzione del Crocus City Hall distrutta dall’incendio.

- 1º marzo: elezioni dell'Assemblea degli Esperti in Iran.
- 7 marzo: La Svezia entra a far parte della NATO.[20]
- 10 marzo: elezioni legislative in Portogallo.
- 15-17 marzo: elezioni presidenziali in Russia. Vladimir Putin viene riconfermato alla guida del Paese con l'88% dei voti, nonostante la protesta denominata "Mezzogiorno contro Putin", operazione lanciata da Aleksej Naval'nyj (e portata avanti dalla moglie Julija) poco prima di morire[21], che chiedeva ai russi contrari al regime di Putin di recarsi a votare nelle presidenziali.[22]
- 22 marzo: un attentato presso la sala concerti del Crocus City Hall a Krasnogorsk, nell'Oblast' di Mosca, in Russia, provoca 145 morti e 551 feriti. L’atto viene rivendicato dall'ISIS-K, un ramo dello Stato Islamico.[23][24][25]
- 24 marzo: elezioni presidenziali in Senegal.
- 31 marzo: la Bulgaria e la Romania entrano parzialmente a far parte dello Spazio Schengen.[26]

### Aprile

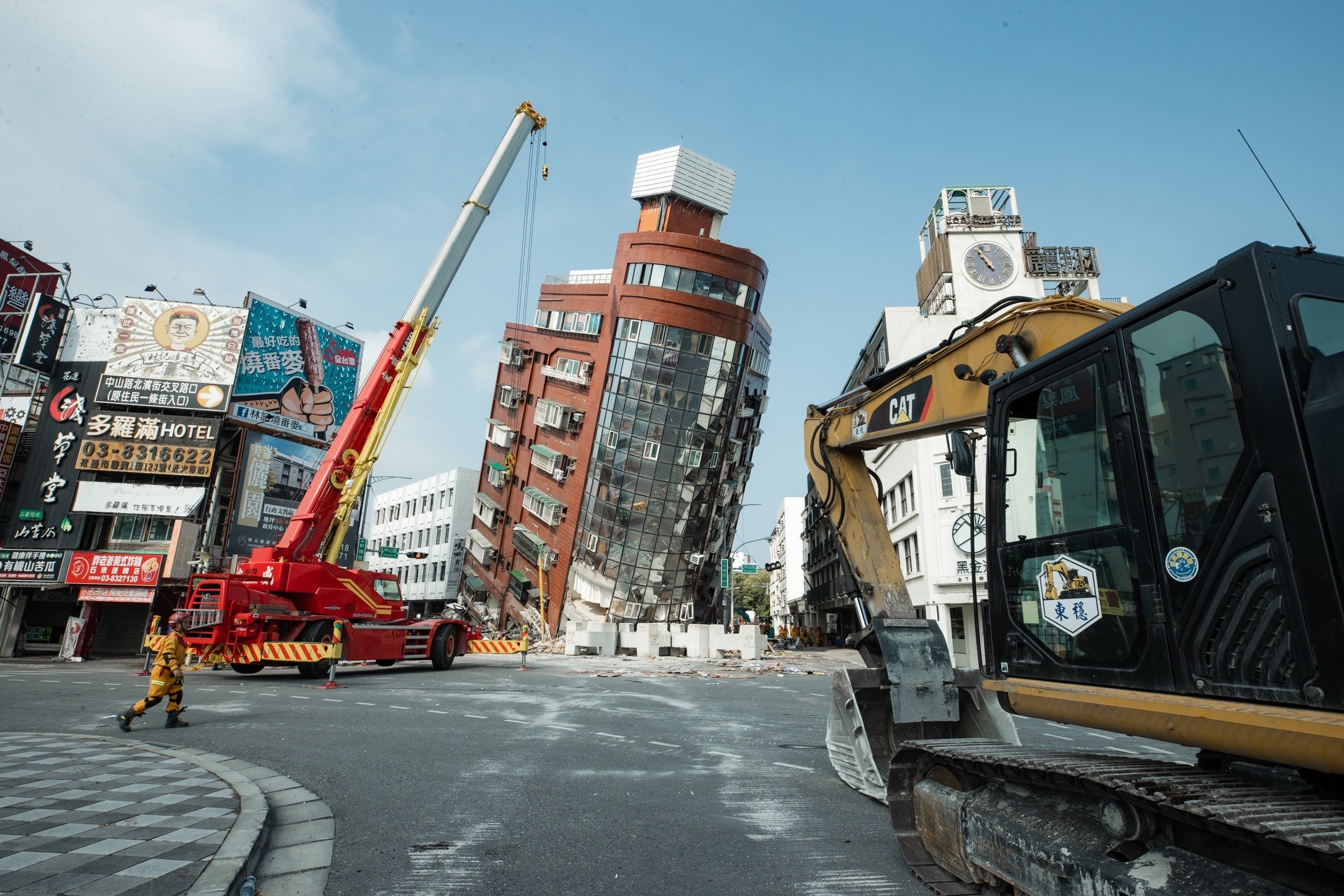
Il Palazzo Urano a Hualien, poco dopo il terremoto

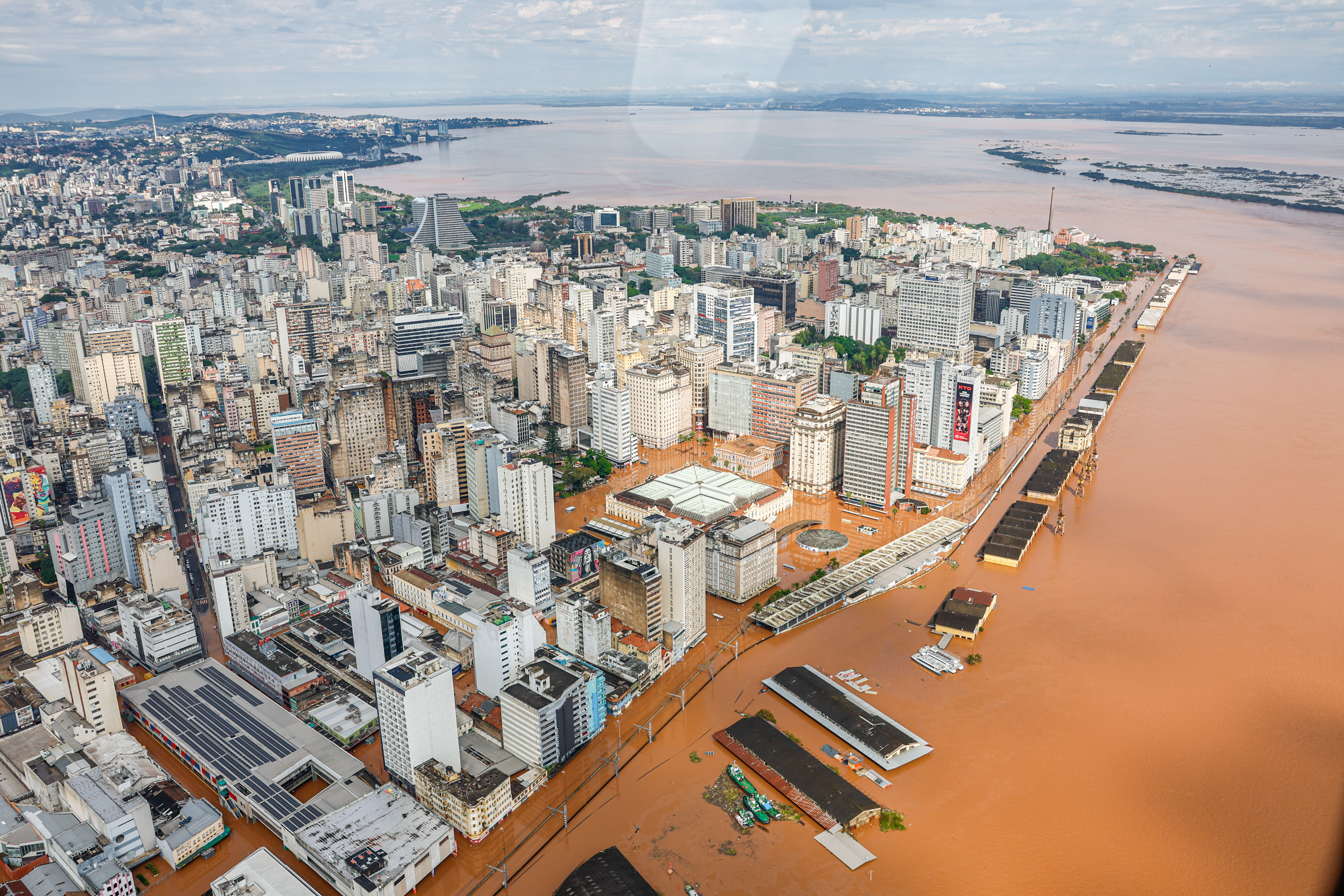
Veduta dall’alto di Porto Alegre completamente allagata, il 5 maggio 2024.

- 1º aprile: Bombardamento del consolato iraniano di Damasco — l'attacco, riconducibile ad Israele, ha portato all'uccisione di 16 persone, tra cui un comandante del Corpo delle guardie della rivoluzione islamica[27][28][29], ed è risultato essere stato, successivamente, il casus belli che ha innescato la risposta iraniana nella notte tra il 13 e il 14 aprile[30] e l’ulteriore controrisposta di Israele il 19 aprile.[31]
- 3 aprile: un violento terremoto di magnitudo 7,4 Mmw scuote Taiwan provocando 13 morti e oltre 1000 feriti, con ingenti danni e crolli a carico di edifici nell'area più vicina all'epicentro.[32]
- 4 aprile: elezioni parlamentari in Kuwait.
- 6 aprile: si svolge il secondo turno delle elezioni presidenziali in Slovacchia, con il primo svoltosi il 23 marzo.
- 8 aprile: eclissi solare totale in Nord America.
- 10 aprile: elezioni parlamentari in Corea del Sud.
- 17 aprile: 
  - elezioni parlamentari in Croazia.
  - elezioni generali nelle Isole Salomone.
- 21 aprile: elezioni parlamentari nelle Maldive.
- 29 aprile: 
  - in seguito alla formazione di un blocco atmosferico che ha trattenuto un ciclone extratropicale nella zona, una forte alluvione colpisce lo stato federato del Rio Grande do Sul, in Brasile, causando 181 morti, 61 dispersi e più di 806 feriti, nonché ingenti danni.[33]
  - elezioni parlamentari in Togo.

### Maggio

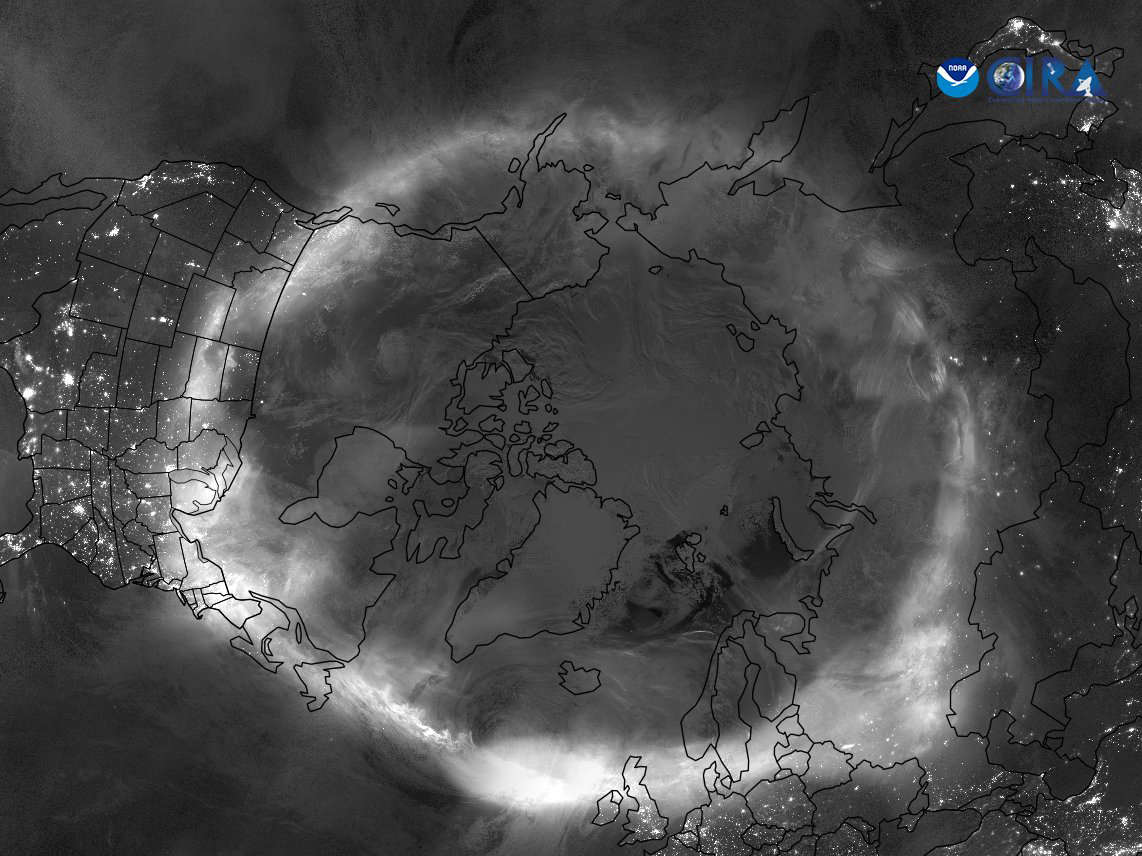
Immagine del sensore VIIRS del satellite Suomi NPP che mostra l'aurora boreale sull'emisfero settentrionale, 10-11 maggio.

- 5 maggio: elezioni generali a Panama.
- 6 maggio: elezioni presidenziali in Ciad.
- 8 maggio: 
  - si svolge il secondo turno delle elezioni presidenziali in Macedonia del Nord, con il primo tenutosi il 24 aprile.
  - elezioni parlamentari in Macedonia del Nord.
- 10 maggio: 
  - si svolge il secondo turno delle elezioni parlamentari in Iran, con il primo svoltosi il 1º marzo.
  - una serie di tempeste solari ed intensi brillamenti solari, classificati G5 dalla NOAA (per la prima volta dal 2003), colpiscono la Terra creando aurore boreali a latitudini più basse del solito.[34]
- 19 maggio:
  - in seguito ad un incidente in elicottero nel nord-ovest del paese, muoiono il Presidente iraniano Ebrahim Raisi ed il Ministro degli Esteri Hossein Amir-Abdollahian.[35]
  - elezioni generali nella Repubblica Dominicana.
- 26 maggio: si svolge il secondo turno delle elezioni presidenziali in Lituania, con il primo svoltosi il 12 maggio.
- 29 maggio: 
  - elezioni generali in Sudafrica.
  - elezioni parlamentari in Madagascar.

### Giugno
- 1º giugno: 

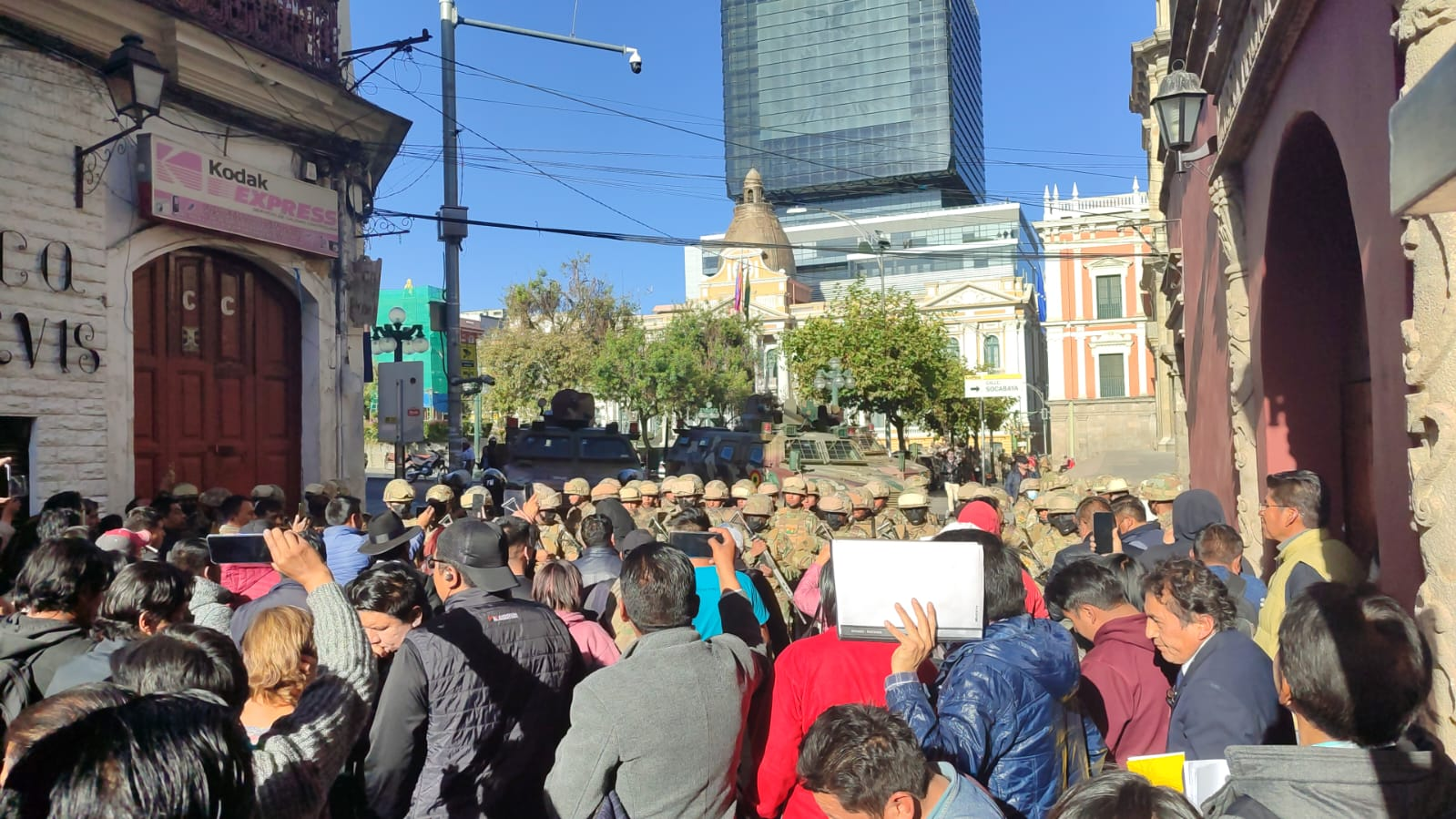
Manifestanti protestano contro le Forze armate golpiste a La Paz, durante il tentato colpo di stato.

  - conclusione del procedimento di voto per le elezioni parlamentari in India, iniziato il 19 aprile.
  - elezioni presidenziali in Islanda.
- 2 giugno: elezioni generali in Messico.
- 6-9 giugno: elezioni europee.
- 9 giugno: 
  - elezioni parlamentari in Belgio.
  - elezioni parlamentari in Bulgaria di giugno.
  - elezioni politiche a San Marino.
- 14-19 giugno: un'intensa onda di calore provoca migliaia di vittime alla Mecca tra i pellegrini islamici impegnati nell'hajj.[36][37]
- 19 giugno: il leader supremo nordcoreano Kim Jong-un ed il Presidente russo Vladimir Putin firmano a Pyongyang un accordo di mutua difesa che vincola i due Paesi a usare “ogni mezzo possibile” per dare supporto militare in caso di guerra,[38][39] portando così al successivo dispiegamento sul fronte di Kursk di svariati soldati nordcoreani.[40]
- 20 giugno: Mark Rutte viene ufficialmente eletto come prossimo segretario NATO, succedendo al norvegese Jens Stoltenberg.[41][42]
- 23 giugno: attentati terroristici simultanei in Daghestan provocano 20 vittime.[43][44]
- 26 giugno: in Bolivia, un tentato colpo di stato contro il Presidente Luis Arce fallisce nel giro di tre ore.[45]
- 28 giugno: 
  - elezioni presidenziali in Iran.
  - elezioni parlamentari in Mongolia.
- 29 giugno: elezioni presidenziali in Mauritania.
- 30 giugno: primo turno delle elezioni legislative in Francia del 2024, indette dal Presidente Emmanuel Macron in anticipo rispetto alla scadenza naturale della legislatura, prevista per il 2027, in seguito al risultato delle elezioni europee dello stesso anno. Il secondo turno si è tenuto il 7 luglio.[46]

### Luglio
- 1º luglio: l'Ungheria assume la presidenza di turno dell'Unione europea.
- 4 luglio: elezioni generali nel Regno Unito.
- 15 luglio: 
  - elezioni generali in Ruanda.
  - elezioni parlamentari in Siria.
- 28 luglio: elezioni presidenziali in Venezuela.

### Agosto

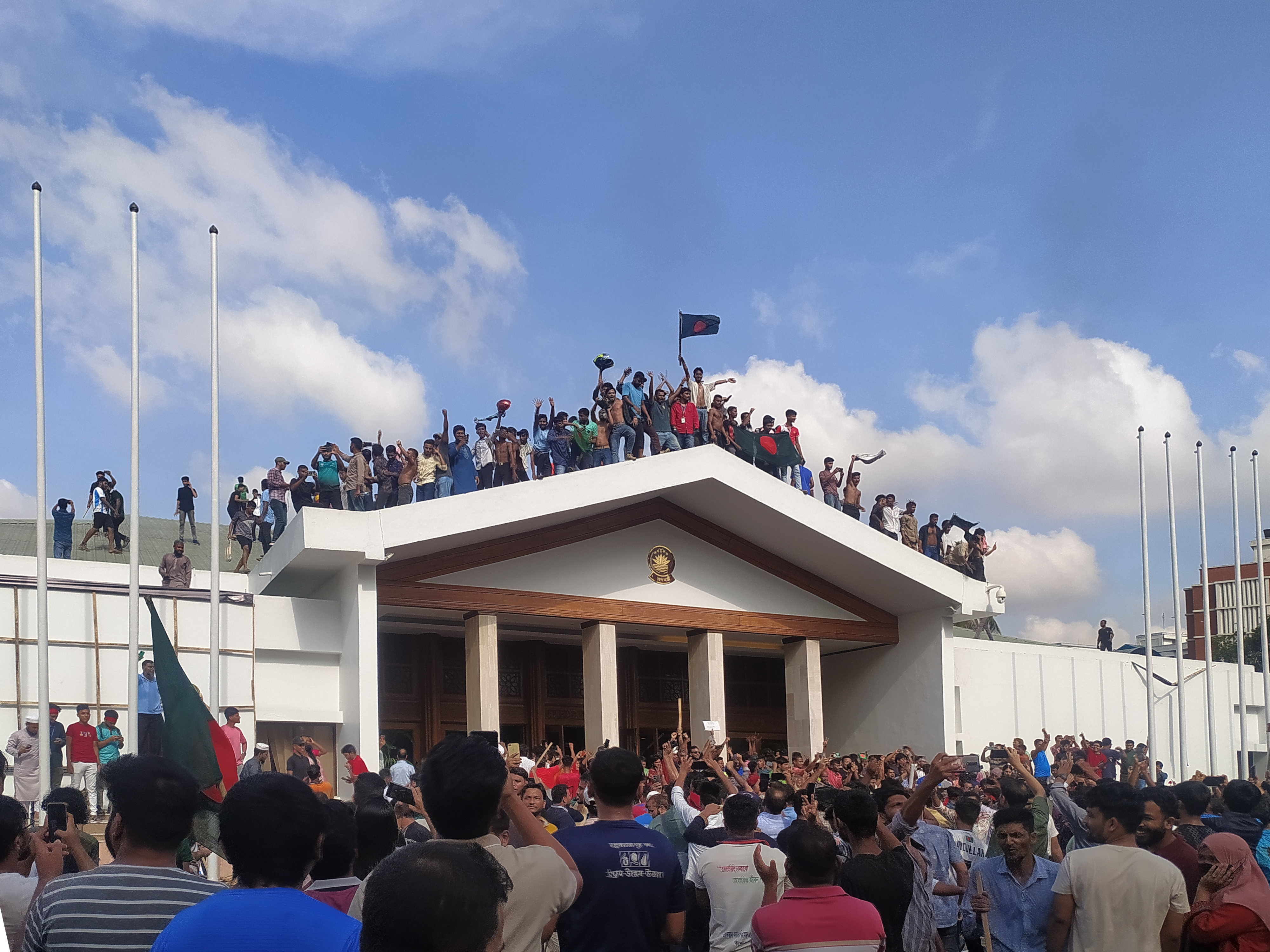
Manifestanti celebrano sul tetto del Gonobhaban, la residenza ufficiale del Primo ministro, le dimissioni di Sheikh Hasina.

- 5 agosto: in Bangladesh, in seguito a violente e partecipate proteste anti-governative, la Prima ministra Sheikh Hasina annuncia le dimissioni e fugge in India.[47] Nello stesso tempo, al fine di garantire una transizione ordinata, il Presidente Mohammed Shahabuddin scioglie il Parlamento e nomina Muhammad Yunus, premio Nobel per la pace nel 2008, Primo ministro ad interim.[48]
- 19 agosto: si svolge il secondo turno delle elezioni parlamentari nelle Kiribati, con il primo svoltosi il 14 agosto.

### Settembre
- 1º settembre: elezioni parlamentari in Azerbaigian.
- 7 settembre: elezioni presidenziali in Algeria.
- 10 settembre: elezioni parlamentari in Giordania.
- 12 settembre: l'imprenditore Jared Isaacman conduce la prima passeggiata spaziale commerciale come parte della missione Polaris Dawn. Tale missione è attuata, per giunta, nell'orbita di altitudine più alta per una missione con equipaggio umano sin dal programma Apollo.[49]
- 21 settembre: elezioni presidenziali in Sri Lanka.
- 26 settembre: l'uragano “Helene” colpisce vari stati federati degli Stati Uniti (specialmente Florida e Carolina del Nord), causando 236 morti e 685 dispersi.[50]
- 29 settembre: elezioni parlamentari in Austria.

### Ottobre
- 2 ottobre: eclissi solare.

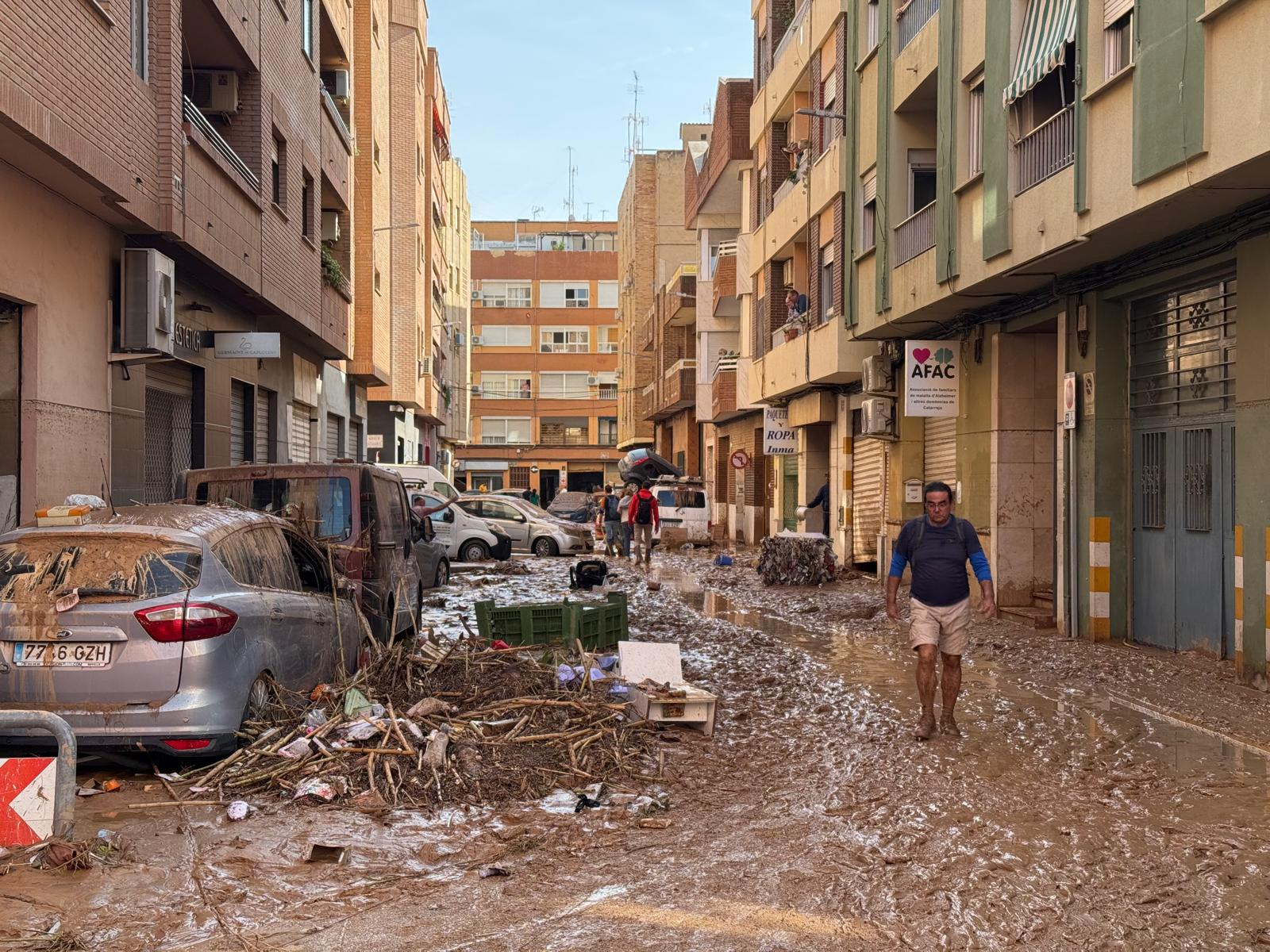
Danni recati dall'alluvione a Catarroja.

- 6 ottobre: elezioni presidenziali in Tunisia.
- 9 ottobre: elezioni generali in Mozambico.
- 25 ottobre: elezioni presidenziali nelle Kiribati.
- 26 ottobre: elezioni parlamentari in Georgia.
- 27 ottobre: 
  - elezioni parlamentari in Bulgaria di ottobre.
  - elezioni parlamentari in Giappone.
  - si svolge il secondo turno delle elezioni parlamentari in Lituania, con il primo svoltosi il 13 ottobre.
  - elezioni parlamentari in Uzbekistan.
- 30 ottobre: 
  - in seguito alla formazione di una goccia fredda, la Spagna viene colpita da forti alluvioni ed allagamenti, specie in Andalusia, Catalogna e Comunità Valenciana, che hanno causato la morte di più di 200 persone ed ingenti danni.[51]
  - elezioni generali in Botswana.

### Novembre

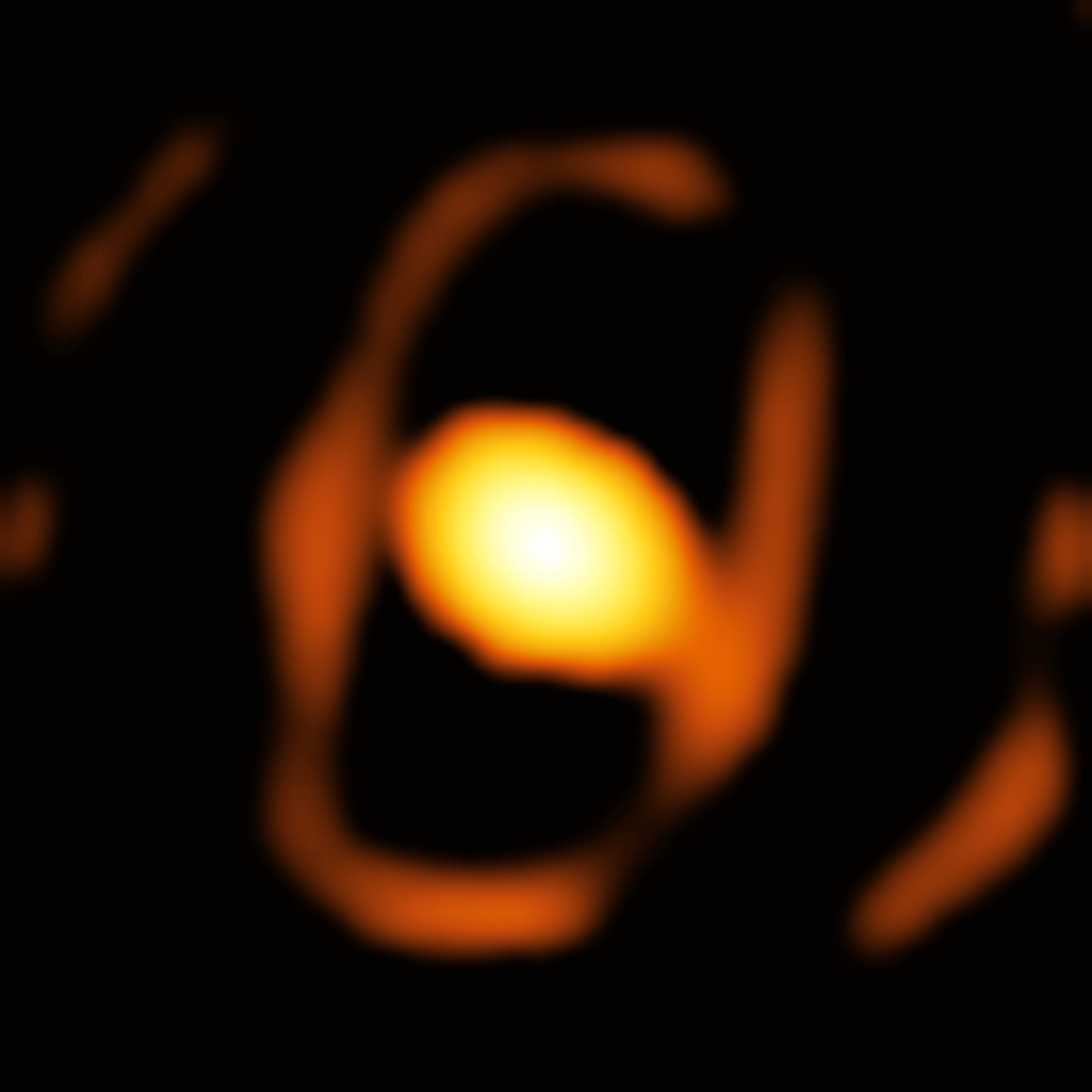
Immagine della stella WOH G64.

- 3 novembre: si svolge il secondo turno delle elezioni presidenziali in Moldavia, con il primo svoltosi il 20 ottobre.
- 5 novembre: 
  - elezioni presidenziali negli Stati Uniti d'America, Donald Trump viene eletto 47° Presidente degli Stati Uniti.
  - elezioni generali a Palau.
- 10 novembre: elezioni parlamentari a Mauritius.
- 14 novembre: elezioni parlamentari in Sri Lanka.
- 17 novembre: elezioni parlamentari in Senegal.
- 21 novembre: grazie ai dati del Very Large Telescope, viene prodotta la prima immagine ravvicinata di una stella (WOH G64) non facente parte della Via Lattea, ma ubicata nella Grande Nube di Magellano.[52]
- 24 novembre: 
  - si svolge il primo turno delle elezioni presidenziali in Romania; queste vengono tuttavia annullate due settimane dopo dalla Corte costituzionale del paese, la quale ne ha successivamente ordinato la ripetizione integrale, per via di interferenze esterne nel processo.[53]
  - si svolge il secondo turno delle elezioni generali in Uruguay, con il primo svoltosi il 27 ottobre.
- 27-30 novembre: elezioni generali in Namibia.
- 29 novembre: elezioni generali in Irlanda.
- 30 novembre: elezioni parlamentari in Islanda.

### Dicembre

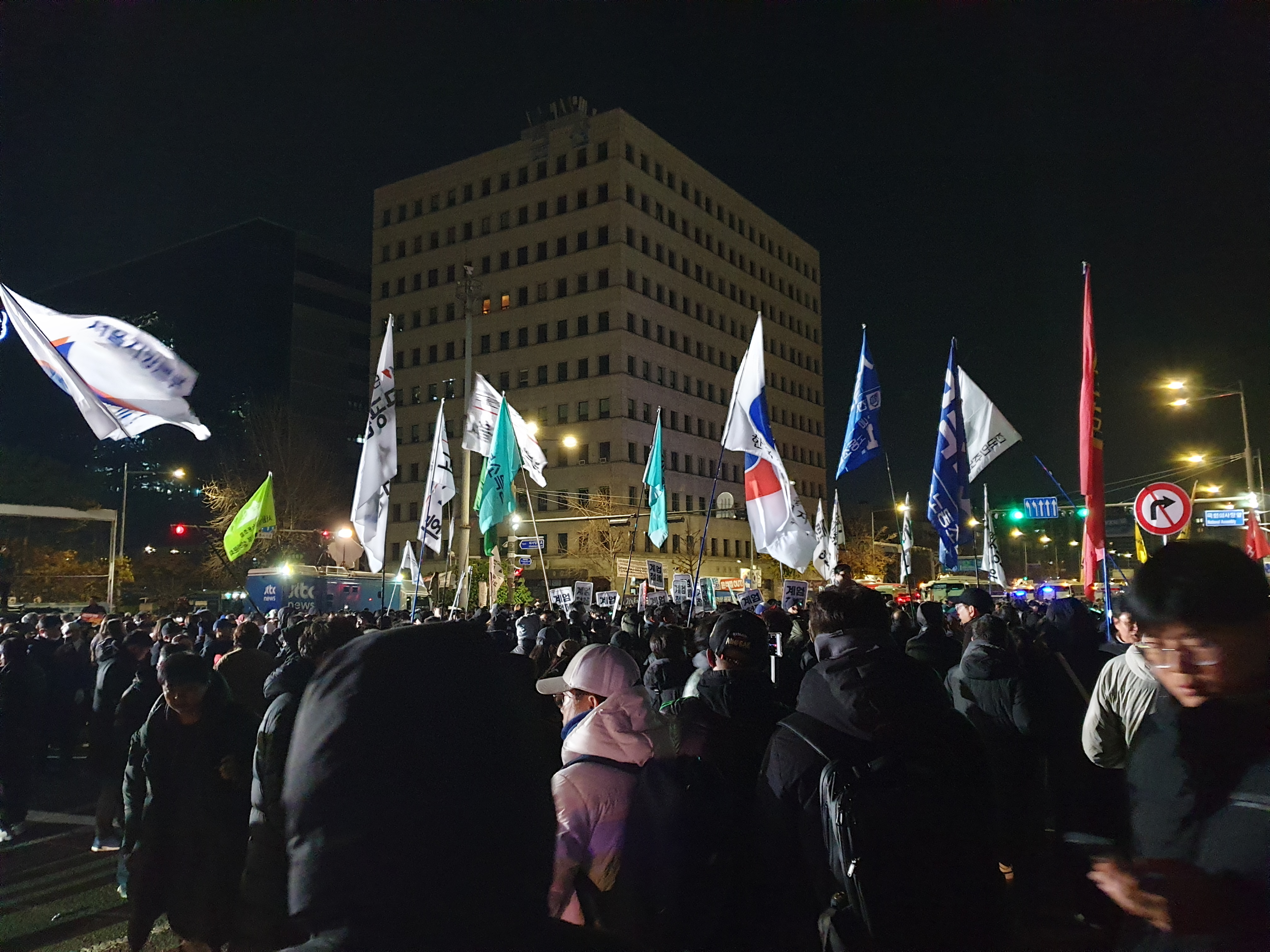
Le proteste contro la legge marziale in Corea del Sud, 3 dicembre 2024.

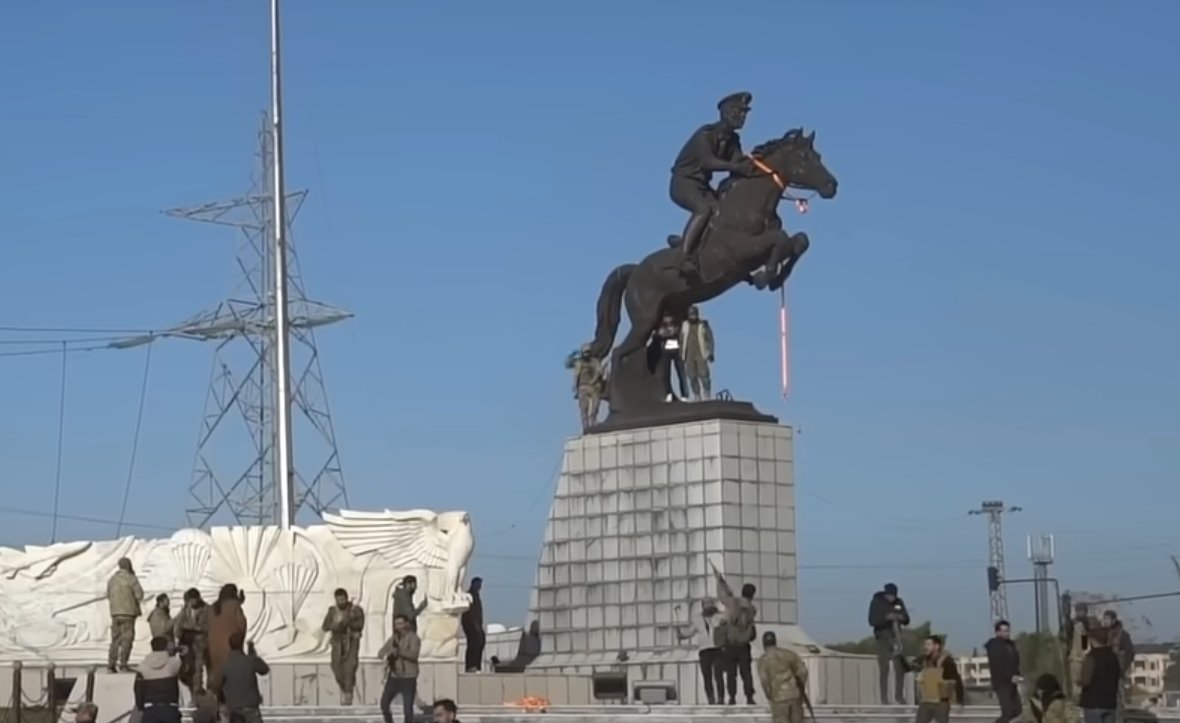
Soldati anti-assadisti abbattono un monumento equestre di Basil al-Assad ad Aleppo.

- 1º dicembre: elezioni parlamentari in Romania.
- 3 dicembre: il Presidente sudcoreano, Yoon Suk-yeol, in seguito ad un prolungato stallo politico[54], dichiara la legge marziale in una diretta televisiva a tarda notte, accusando il principale partito di opposizione (il Partito Democratico di Corea) di simpatizzare con la Corea del Nord e di impegnarsi in “attività antistatali”. Tale atto, tuttavia, causa enormi proteste popolari ed un’immediata reazione dell’Assemblea nazionale, che ne vota la revoca[55]. In seguito, dopo una prima mozione fallita[56], il Presidente viene ufficialmente messo in stato d’accusa, venendo così sospeso dall’esercizio dei suoi poteri in attesa del processo dinnanzi la Corte costituzionale del paese.[57]
- 7 dicembre: elezioni generali in Ghana.
- 8 dicembre: in seguito ad una serie di offensive particolarmente rapide nell'ambito della guerra civile siriana, tra cui quella iniziata nel nord-ovest del paese su spinta di Hay'at Tahrir al-Sham, ed al conseguente crollo delle forze armate siriane nell’arco di 11 giorni, il presidente siriano Bashar al-Assad lascia Damasco, ponendo fine al regime ba'thista. In risposta, l'opposizione forma il governo di transizione siriano come governo provvisorio del Paese.[58]
- 24 dicembre: la sonda spaziale Parker Solar Probe, battendo il precedente record stabilito nel 2018, diviene l'oggetto artificiale più vicino al Sole della storia, giungendo ad avvicinarsi e "toccare"  la stella ad una distanza di 6,1 milioni di chilometri.[59]
- 27 dicembre: il Primo ministro sudcoreano, Han Duk-soo, già Presidente facente funzioni, viene ufficialmente messo in stato d’accusa dall’Assemblea nazionale (venendo così sospeso dall’esercizio dei suoi poteri in attesa del processo dinnanzi la Corte costituzionale del paese), con l’accusa di aver ostacolato il procedimento già avviato nei confronti del Presidente.[60]
- 29 dicembre: elezioni parlamentari in Ciad.

## Morti
Ci sono circa 2 300 voci su persone morte nel 2024; vedi la pagina Morti nel 2024 per un elenco descrittivo o la categoria Morti nel 2024 per un indice alfabetico.

## Calendario
| Calendario 2024 | Calendario 2024 | Calendario 2024 | Calendario 2024 | Calendario 2024 | Calendario 2024 | Calendario 2024 | Calendario 2024 | Calendario 2024 | Calendario 2024 | Calendario 2024 | Calendario 2024 | Calendario 2024 | Calendario 2024 | Calendario 2024 | Calendario 2024 | Calendario 2024 | Calendario 2024 | Calendario 2024 | Calendario 2024 | Calendario 2024 | Calendario 2024 | Calendario 2024 | Calendario 2024 | Calendario 2024 | Calendario 2024 | Calendario 2024 | Calendario 2024 | Calendario 2024 | Calendario 2024 | Calendario 2024 | Calendario 2024 | Calendario 2024 |
| --------------- | --------------- | --------------- | --------------- | --------------- | --------------- | --------------- | --------------- | --------------- | --------------- | --------------- | --------------- | --------------- | --------------- | --------------- | --------------- | --------------- | --------------- | --------------- | --------------- | --------------- | --------------- | --------------- | --------------- | --------------- | --------------- | --------------- | --------------- | --------------- | --------------- | --------------- | --------------- | --------------- |
|                 | 1               | 2               | 3               | 4               | 5               | 6               | 7               | 8               | 9               | 10              | 11              | 12              | 13              | 14              | 15              | 16              | 17              | 18              | 19              | 20              | 21              | 22              | 23              | 24              | 25              | 26              | 27              | 28              | 29              | 30              | 31              |                 |
| Gennaio         | Lu              | Ma              | Me              | Gi              | Ve              | Sa              | Do              | Lu              | Ma              | Me              | Gi              | Ve              | Sa              | Do              | Lu              | Ma              | Me              | Gi              | Ve              | Sa              | Do              | Lu              | Ma              | Me              | Gi              | Ve              | Sa              | Do              | Lu              | Ma              | Me              |                 |
| Febbraio        | Gi              | Ve              | Sa              | Do              | Lu              | Ma              | Me              | Gi              | Ve              | Sa              | Do              | Lu              | Ma              | Me              | Gi              | Ve              | Sa              | Do              | Lu              | Ma              | Me              | Gi              | Ve              | Sa              | Do              | Lu              | Ma              | Me              | Gi              |                 |                 |                 |
| Marzo           | Ve              | Sa              | Do              | Lu              | Ma              | Me              | Gi              | Ve              | Sa              | Do              | Lu              | Ma              | Me              | Gi              | Ve              | Sa              | Do              | Lu              | Ma              | Me              | Gi              | Ve              | Sa              | Do              | Lu              | Ma              | Me              | Gi              | Ve              | Sa              | Do              |                 |
| Aprile          | Lu              | Ma              | Me              | Gi              | Ve              | Sa              | Do              | Lu              | Ma              | Me              | Gi              | Ve              | Sa              | Do              | Lu              | Ma              | Me              | Gi              | Ve              | Sa              | Do              | Lu              | Ma              | Me              | Gi              | Ve              | Sa              | Do              | Lu              | Ma              |                 |                 |
| Maggio          | Me              | Gi              | Ve              | Sa              | Do              | Lu              | Ma              | Me              | Gi              | Ve              | Sa              | Do              | Lu              | Ma              | Me              | Gi              | Ve              | Sa              | Do              | Lu              | Ma              | Me              | Gi              | Ve              | Sa              | Do              | Lu              | Ma              | Me              | Gi              | Ve              |                 |
| Giugno          | Sa              | Do              | Lu              | Ma              | Me              | Gi              | Ve              | Sa              | Do              | Lu              | Ma              | Me              | Gi              | Ve              | Sa              | Do              | Lu              | Ma              | Me              | Gi              | Ve              | Sa              | Do              | Lu              | Ma              | Me              | Gi              | Ve              | Sa              | Do              |                 |                 |
| Luglio          | Lu              | Ma              | Me              | Gi              | Ve              | Sa              | Do              | Lu              | Ma              | Me              | Gi              | Ve              | Sa              | Do              | Lu              | Ma              | Me              | Gi              | Ve              | Sa              | Do              | Lu              | Ma              | Me              | Gi              | Ve              | Sa              | Do              | Lu              | Ma              | Me              |                 |
| Agosto          | Gi              | Ve              | Sa              | Do              | Lu              | Ma              | Me              | Gi              | Ve              | Sa              | Do              | Lu              | Ma              | Me              | Gi              | Ve              | Sa              | Do              | Lu              | Ma              | Me              | Gi              | Ve              | Sa              | Do              | Lu              | Ma              | Me              | Gi              | Ve              | Sa              |                 |
| Settembre       | Do              | Lu              | Ma              | Me              | Gi              | Ve              | Sa              | Do              | Lu              | Ma              | Me              | Gi              | Ve              | Sa              | Do              | Lu              | Ma              | Me              | Gi              | Ve              | Sa              | Do              | Lu              | Ma              | Me              | Gi              | Ve              | Sa              | Do              | Lu              |                 |                 |
| Ottobre         | Ma              | Me              | Gi              | Ve              | Sa              | Do              | Lu              | Ma              | Me              | Gi              | Ve              | Sa              | Do              | Lu              | Ma              | Me              | Gi              | Ve              | Sa              | Do              | Lu              | Ma              | Me              | Gi              | Ve              | Sa              | Do              | Lu              | Ma              | Me              | Gi              |                 |
| Novembre        | Ve              | Sa              | Do              | Lu              | Ma              | Me              | Gi              | Ve              | Sa              | Do              | Lu              | Ma              | Me              | Gi              | Ve              | Sa              | Do              | Lu              | Ma              | Me              | Gi              | Ve              | Sa              | Do              | Lu              | Ma              | Me              | Gi              | Ve              | Sa              |                 |                 |
| Dicembre        | Do              | Lu              | Ma              | Me              | Gi              | Ve              | Sa              | Do              | Lu              | Ma              | Me              | Gi              | Ve              | Sa              | Do              | Lu              | Ma              | Me              | Gi              | Ve              | Sa              | Do              | Lu              | Ma              | Me              | Gi              | Ve              | Sa              | Do              | Lu              | Ma              |                 |

## Sport
- 22 maggio: a Dublino l'Atalanta vince la UEFA Europa League 2023-2024 per la prima volta dopo aver battuto per 3-0 il Bayer Leverkusen.
- 29 maggio: a Atene l'Olympiakos vince la UEFA Europa Conference League 2023-2024 per la prima volta dopo aver battuto per 1-0 la Fiorentina.
- 1º giugno: a Londra il Real Madrid diventa campione d'Europa di calcio per la quindicesima volta dopo aver battuto 2-0 il Borussia Dortmund.
- Dal 14 giugno al 14 luglio: XVII Campionato europeo di calcio in Germania  vinto dalla Spagna
- Dal 26 luglio all'11 agosto: Giochi della XXXIII Olimpiade a Parigi.
- Dal 28 agosto all'8 settembre: XVII Giochi paralimpici estivi a Parigi.
- 23 novembre: a Las Vegas Max Verstappen vince il campionato del mondo di Formula 1 per la quarta volta consecutiva.

## Musica
- 7 - 11 maggio: Nemo vince l'Eurovision Song Contest 2024 a Malmö, in Svezia, con il brano The Code, in rappresentanza della Svizzera.
- 16 novembre: Andria Putkaradze vince per la Georgia la 22ª edizione del Junior Eurovision Song Contest, ospitata a Madrid, in Spagna, con la canzone To My Mom.

## Premi Nobel
In quest'anno sono stati conferiti i seguenti Premi Nobel:
- per la medicina: Victor Ambros, Gary Ruvkun
- per la fisica: John Hopfield, Geoffrey Hinton
- per la chimica: David Baker, Demis Hassabis, John Jumper
- per la letteratura: Han Kang
- per la pace: Nihon Hidankyo
- per l'economia: Daron Acemoğlu, Simon H. Johnson, James A. Robinson